# فانكولم
فانكولم (بالإنجليزية: Vannakulam)‏ هي منطقة سكنية تقع في سريلانكا في المقاطعة الشمالية.